# Großsteingräber bei Sottorf
Die Großsteingräber bei Sottorf sind drei Grabanlagen der jungsteinzeitlichen Trichterbecherkultur im zur Gemeinde Amelinghausen gehörenden Ortsteil Sottorf im Landkreis Lüneburg (Niedersachsen). Ein viertes Grab ist heute zerstört. Grab 2 trägt die Sprockhoff-Nummer 687, Grab 3 die Nummer 688.

## Lage
Grab 1 liegt östlich von Amelinghausen, etwa 500 m nordöstlich des Lopausees und knapp 300 m nördlich der Bundesstraße 209 in einem Waldstück. Gute 700 m östlich hiervon befinden sich auf der anderen Seite der Straße und etwa 30 m voneinander entfernt die Gräber 2 und 3. Das zerstörte vierte Grab lag 2 km südöstlich der beiden Anlagen am Nordhang des Timpenbergs.

## Beschreibung

### Das erhaltene Grab 1
Die Anlage besitzt eine runde Hügelschüttung mit einem Durchmesser von 20 m. Die Grabkammer hat eine Länge von etwa 3 m und eine Breite von 1,5 m. Ursprünglich besaß sie zwei Decksteine. Ihr Boden war gepflastert und wies eine Schicht aus Rollsteinen auf. Die Kammer wurde 1949 „auf Veranlassung eines Irren“ gesprengt. Die Überreste geben keine Anhaltspunkte mehr auf das genaue ursprüngliche Aussehen.

### Das erhaltene Grab 2
Grab 2 besitzt eine flache Hügelschüttung mit einer Länge von 13 m. Hierin liegt eine nordwest-südöstlich orientierte Grabkammer, von der noch acht Steine vorhanden sind. Von diesen steht allerdings nur noch einer in situ, bei dem es sich wohl um einen Wandstein der südwestlichen Langseite handelt. Drei weitere Steine wurden von Ernst Sprockhoff als Wandsteine angesehen, die restlichen vier sind nicht mehr zuzuordnen. Eine Rekonstruktion des ursprünglichen Aussehens der Anlage ist durch diesen schlechten Erhaltungszustand nicht möglich.

### Das erhaltene Grab 3
Grab 3 besitzt eine 0,8 m hohe Hügelschüttung, aus der zwei Decksteine hervorragen. Die restlichen Steine scheinen noch gänzlich unter der Erde zu stecken, so dass erst nach einer Ausgrabung Aussagen über die Gestalt des Grabes möglich wären.

### Das zerstörte Grab 4
Das vierte Grab besaß eine Grabkammer mit einer Länge von 3,2 m und einer Breite von 1,5 m. Es besaß drei Decksteine. Durch Funde konnte es eindeutig in die Jungsteinzeit datiert werden.